# Mean tardiness
Il Mean tardiness è una misura di prestazione utilizzata nei problemi  di sequenziamento / Teoria della schedulazione ed indica a quanto ammonta il ritardo medio eventualmente accumulato dai lotti in un reparto produttivo. Ricordando che
{\displaystyle d_{k}}: due date o data di consegna, indica l'istate in cui la lavorazione del lotto dovrebbe essere completata
Lateness o lentezza del lotto k, in simboli {\displaystyle L_{k}}, è la differenza tra il tempo di completamento e la data di consegna; formalmente si definisce come
{\displaystyle L_{k}=C_{k}-d_{k}}.
Quando un lotto viene ultimato in anticipo rispetto alla due date, {\displaystyle L_{k}} assume a valore negativo e pertanto si introduce una nuova variabile che assume un valore non nullo solo quando il lotto è in ritardo.
Tardiness o ritardo del lotto k, in simboli {\displaystyle T_{k}=max\left\{0;L_{k}\right\}}.
Assegnati n lotti da lavorare all'interno del sistema produttivo in esame, si definisce mean tardiness, {\displaystyle {\bar {T}}\ }, come il ritardo medio dei lotti, {\displaystyle {\bar {T}}\ ={\frac {1}{n}}\sum _{i=1}^{n}T_{i}} ossia la media aritmetica dei singoli tempi di ritardo di ciascun lotto.